# Antonow A-1
Antonow A-1 – radziecki szybowiec szkolny, pierwsza konstrukcja lotnicza sygnowana nazwiskiem Antonowa.

## Historia
Wykorzystując swoje wcześniejsze doświadczenia związane z budową szybowca Standard-2 Oleg Antonow opracował w 1930 r. szybowiec A-1 przeznaczony do szkolenia wstępnego. Maszyna okazała się bardzo udana i trafiła do produkcji seryjnej, szacuje się że powstało ok. 5700 egzemplarzy różnych jej wersji. Na podstawie A-1 w Związku Radzieckim zbudowano w późniejszych latach szereg jej modyfikacji, m.in. P-s1 i P-s2 („Upar”), B-s4 i B-s5 oraz dwumiejscowe U-s5 i U-s6. Wersje rozwojowe zachowały wszystkie charakterystyczne cechy konstrukcji szybowca A-1.

## Konstrukcja
A-1 to jednomiejscowy szybowiec szkolny w układzie zastrzałowego górnopłata o konstrukcji drewnianej i pokryciu płóciennym.
Kadłub kratownicowy, miejsce pilota osłonięte, wyposażone w drążek i pedały. Zakończony usterzeniem, statecznik poziomy wolnonośny. Skrzydło dwudzielne o obrysie prostokątnym, z dźwigarem skrzynkowym, wyposażone w lotki, podparte dwoma zastrzałami. Podwozie jednotorowe złożone z podkadłubowej drewnianej płozy okutej listwą metalową i płozy ogonowej amortyzowanej krążkiem gumowym.